# Ирар
Ира́р (чув. Йăрар, Юрар) — река в России, протекает по Вурнарскому району Чувашии. Устье реки находится в 4 км от устья Среднего Цивиля по правому берегу. Длина реки составляет 11 км (по другим данным — 12,2 км). Площадь водосборного бассейна — 45,6 км² (47,8 км²), уклон реки 2,5 ‰. Питание смешанное, весеннее половодье. Имеет 1 приток.
Исток у деревни Большие Торханы (по другим данным — южнее деревни Тюмбеки), впадает в Средний Цивиль севернее деревни Кюльхири. Южнее устья Ирара расположено озеро Кюльхири.

## Название
Чувашское название реки — от чув. йар «струиться, течь струйками», ар — в значении «река».

## Населённые пункты
В бассейне реки расположены населённые пункты: Кожиково, Большие Торханы, Тюмбеки, Кюльхири (Вурнарский район).

## Данные водного реестра
По данным государственного водного реестра России относится к Верхневолжскому бассейновому округу, водохозяйственный участок реки — Цивиль от истока и до устья, речной подбассейн реки — Волга от впадения Оки до Куйбышевского водохранилища (без бассейна Суры). Речной бассейн реки — (Верхняя) Волга до Куйбышевского водохранилища (без бассейна Оки).
Код объекта в государственном водном реестре — 08010400412112100000070.